# LGA1366
LGA1366（別名：Socket B）は、ランド・グリッド・アレイ (Land grid array) を採用したインテル製CPUソケットで、LGA775とLGA771の後継にあたる規格の1つである。

## 概要
Nehalemのハイエンドデスクトップ向け市場用、サーバ向け市場用、及び、組込み機器向けCPUソケットとして発表され、さらに後継となるWestmereCPUにも引き継がれた。
なおNehalemマイクロアーキテクチャから派生したコードネーム Jasper Forest の Xeon ファミリーにおいても本ソケットを採用しているが、こちらは PCI Express を包括するなど仕様が大きく異なるため、旧来のマザーボードとは互換性がない。
外観は、LGA775と比較した場合、切欠きの位置やソケットの大きさが異なり、ランド（陸＝平たい接点）の数が591増えて、1366個である。LGA1366以外のソケットとの互換性はない。Core i7で初めて採用され、メモリコントローラを介して、最大3チャネルのDDR3メモリに対応した。「Socket B」の"B"は第一世代のCore i7の開発コードネーム"Bloomfield"に由来する。本ソケットの名称起源となった。

## 採用製品
CPU
- Intel
  - Nehalem
    - Bloomfield
    - Nehalem-EP
    - Jasper Forest

  - Westmere
    - Gulftown
    - Westmere-EP

チップセット
- Intel
  - X58 / 5500 Series
  - 3400 Series